# Store Andst
Store Andst är en tätort i Vejens kommun i Region Syddanmark i Danmark. Tätorten har 805 invånare (2024). Den ligger på Jylland, cirka 6,5 kilometer öster om Vejen.